# Palabras esquimales para la nieve
La afirmación de que las palabras esquimales para la nieve son inusualmente numerosas, particularmente en contraste con el inglés, es un cliché comúnmente usado para apoyar la controvertida hipótesis de la Sapirf-Whorf . En terminología lingüística, las lenguas relevantes son las lenguas esquimo-aleutianas, específicamente las variedades yupik e inuit .
La interpretación más fuerte de la hipótesis de la relatividad lingüística, también conocida como hipótesis de Sapir-Whorf o "Whorfianismo", postula que el vocabulario de una lengua (entre otras características) moldea o limita la visión del mundo de sus hablantes. Esta interpretación es ampliamente criticada por los lingüistas,  aunque un estudio de 2010 apoya la noción central de que las lenguas yupik e inuit tienen muchas más raíces de variantes congeladas del agua que la lengua inglesa.   La afirmación original está basada vagamente en el trabajo del antropólogo Franz Boas y fue promovida particularmente por su contemporáneo, Benjamin Lee Whorf, cuyo nombre está relacionado con la hipótesis.   La idea se vinculaa debates más amplios sobre las conexiones entre el lenguaje y el pensamiento.